# Sonagazi
Sonagazi è un sottodistretto (upazila) del Bangladesh situato nel distretto di Feni, divisione di Chittagong. Si estende su una superficie di  235,07  km² e conta una popolazione di 215.122 abitanti (dato censimento 1991).